# پیش‌گرم‌کن هوا

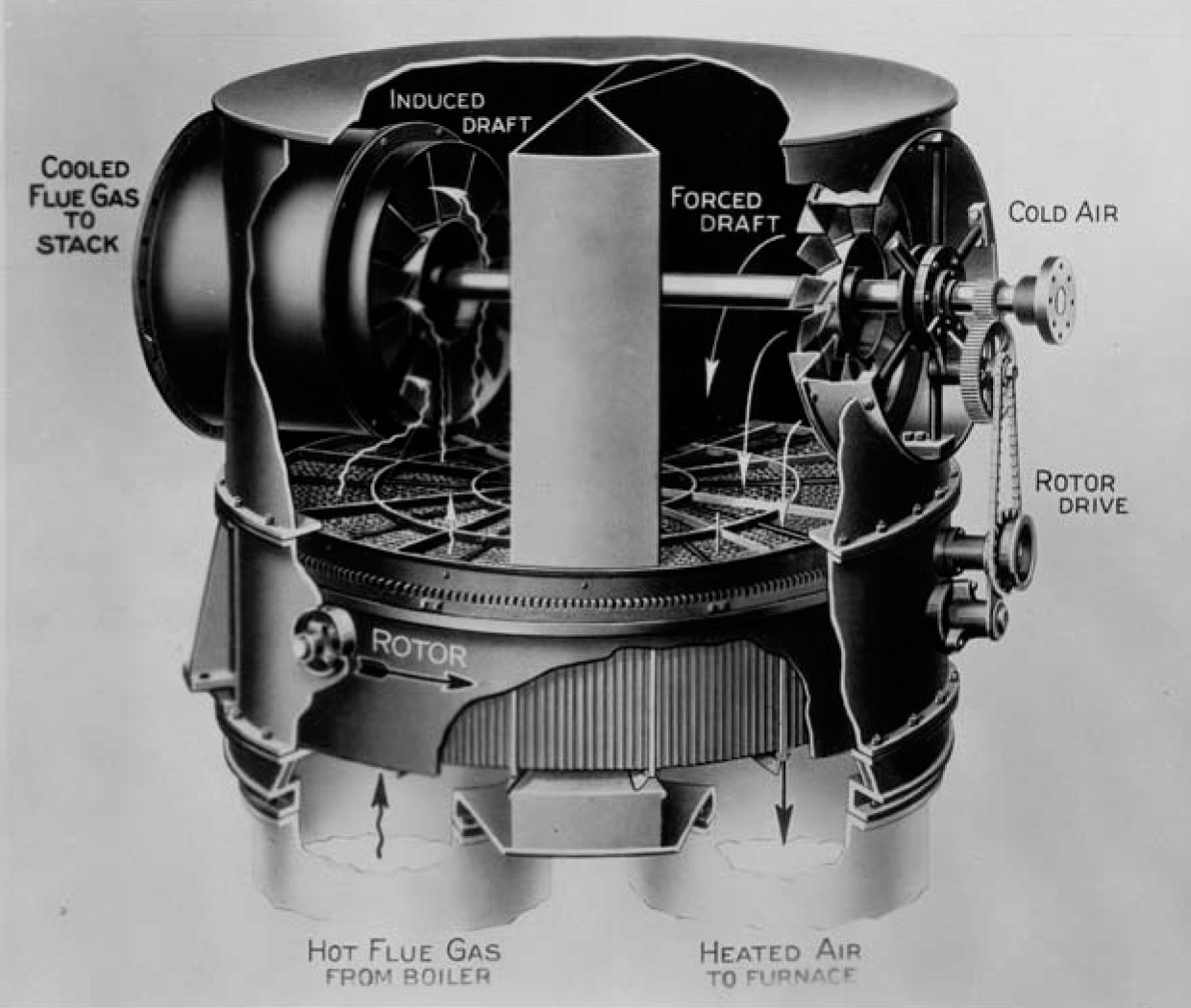
اصول عملکرد یونگستروم احیاکننده.

پیش‌گرم‌کن هوا یک اصطلاح کلی برای توصیف هر نوع وسیله‌ای است که برای گرم‌کردن هوا پیش از یک فرایند دیگر (مانند احتراق در یک بویلر) به کار می‌رود. هدف اصلی از این کار بالا بردن بهرهٔ حرارتی فرایند است.
در سامانه‌های اچ‌وی‌ای‌سی از پیش‌گرم‌کن هوا تنها در شرایط دمایی بسیار بد که گرم‌کننده‌ها توان کافی برای گرم کردن هوا به اندازهٔ کافی را نداشته باشند استفاده می‌شود.

## در نیروگاه‌ها

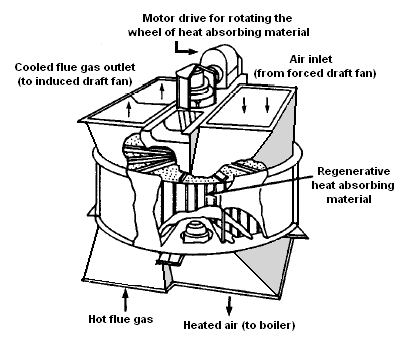
پیش‌گرم کن احیاکنندهٔ رایج با صفحه‌های در حال گردش (نوع دوبخشی)

در نیروگاه‌ها، پیش‌گرم‌کن یا یونگستروم (به سوئدی: Ljungström) قسمتی از چرخهٔ نیروگاه‌های حرارتی است که برای استفاده از انرژی گرمایی گازهای خروجی دودکش استفاده می‌شود. پیش‌گرم‌کن‌ها معمولاً به دو دستهٔ بهبوددهنده و احیاکننده تقسیم می‌شوند. نوع بهبوددهنده خود به دو دستهٔ لوله‌ای و صفحه‌ای تقسیم می‌گردد. در نوع احیاکننده، صفحه‌ها به صورت قطرهای یک دایره قرار می‌گیرند و این دایره به دو قسمت تقسیم می‌شود، از نیمی از دایره هوا عبور می‌کند و از نیمی دیگر (اما در جهت مخالف) گازهای خروجی. صفحه‌ها با سرعت بسیار پایین (حدود ۲ تا ۴ دور در دقیقه) به گردش در می‌آیند و گرما را از گازهای خروجی دریافت و به هوا منتقل می‌کنند. برای جلوگیری از نشت هوا یا گاز به قسمت دیگر، قسمت‌ها نسبت به هم درزگیری شده‌اند.
ژونگستروم بین اکونومایزر و پیش از دهانهٔ دودکش قرار می‌گیرد و دمای هوای ورودی به بویلر را افزایش می‌دهد، بدین شکل دمای کوره بیشتر می‌شود و ظرفیت تبخیرکنندگی سوخت در واحد کیلوگرم افزایش می‌یابد، به طوری که افزایش ۳۵ تا ۴۰ درجهٔ سلسیوسی در دمای هوای ورودی بویلر، می‌تواند تا ۲٪ افزایش بازدهی را در پی داشته باشد. همچنین بر اثر احتراق بهتر، دود، دوده و خاکستر کمتری تولید خواهد شد. با افزایش دمای هوای ورودی بویلر، سوخت‌های گرید پایین می‌توانند با هوای اضافی کمتری بسوزند.

## واژه‌نامه
1. ↑  recuperative
2. ↑  regenerative
3. ↑  tubular
4. ↑  plate